# Густаво Дудамел
Густаво Адолфо Дудамел Рамирес (на испански: Gustavo Adolfo Dudamel Ramírez) е венецуелски диригент и цигулар.

## Биография
Роден е на 26 януари 1981 г. във Баркисимето, Венецуела, в семейството на тромбонист и учителка по пеене. Започва да изучава дирижиране през 1995 г. През 1999 година е назначен за музикален директор на Симфоничния оркестър. Дебютира в Ла Скала, Милано с Дон Джовани през ноември 2006 г. Той е музикален директор на Симфоничния оркестър „Симон Боливар“ и на Филхармонията на Лос Анджелис.
Дудамел печели множество награди за диригенти, в това число и наградата „Густав Малер“, в Германия през 2004 година.